# Kodjiméri
Kodjiméri (auch: Kodjéméri, Kojiméri, Kojimiri) ist ein Dorf in der Landgemeinde Goudoumaria in Niger.

## Geographie
Das von einem traditionellen Ortsvorsteher (chef traditionnel) geleitete Dorf liegt rund vier Kilometer nördlich der Staatsgrenze zu Nigeria. Es befindet sich rund 34 Kilometer südöstlich des Hauptorts Goudoumaria der gleichnamigen Landgemeinde und des gleichnamigen Departements Goudoumaria, das zur Region Diffa gehört. Zu den Siedlungen in der näheren Umgebung von Kodjiméri zählt Karagou Mandaram im Nordwesten.
Kodjiméri befindet sich in der Zone der fruchtbaren Mulden von Maïné-Soroa und hat den Charakter einer Oase. Es gibt zwei Kautschukbaum-Haine beim Dorf, die 465 Hektar und 439 Hektar groß sind und von denen der erste als forêt classée (klassifizierter Wald) unter Naturschutz steht.

## Bevölkerung
Bei der Volkszählung 2012 hatte Kodjiméri 748 Einwohner, die in 122 Haushalten lebten. Bei der Volkszählung 2001 betrug die Einwohnerzahl 565 in 109 Haushalten und bei der Volkszählung 1988 belief sich die Einwohnerzahl auf 326 in 88 Haushalten.
In ethnischer Hinsicht gehören etwa 90 % der Einwohner der Kanuri-Untergruppe Manga an, 5 % sind Fulbe und 3 % Tuareg.

## Wirtschaft und Infrastruktur
In Kodjiméri wird ein Markt abgehalten. Mit einem Centre de Santé Intégré (CSI) ist ein Gesundheitszentrum vorhanden. Außerdem gibt es eine veterinärmedizinische Station und eine Schule im Ort. Das nigrische Unterrichtsministerium richtete 1996 gemeinsam mit dem Welternährungsprogramm der Vereinten Nationen zahlreiche Schulkantinen in von Ernährungsunsicherheit betroffenen Zonen ein, darunter eine für Kinder transhumanter Hirten in Kodjiméri. Die Niederschlagsmessstation im Dorf wurde 1981 in Betrieb genommen.